# Centre tarifaire
Dans le plan de numérotation nord-américain, un centre tarifaire (en anglais, rate center) est une zone géographique utilisée pour déterminer le kilométrage et/ou les tarifs d'utilisation du réseau téléphonique commuté.
Contrairement à un centre de commutation (qui est le bâtiment hébergeant un commutateur téléphonique), un centre tarifaire est une structure réglementaire créée principalement à des fins de facturation.
Chaque centre tarifaire est associé à:
- un nom de lieu géographique (ville, province ou état) ;
- un emplacement physique (coordonnées géographiques de latitude et longitude) pour les calculs de distance à des fins de facturation ;
- un ou plusieurs préfixes, de la forme + 1-NPA-NXX, qui identifient chacun un bloc de dix mille numéros de téléphone ;
- une zone d'appels locaux, identifiée comme une liste d'autres centres tarifaires qui peuvent être rejoints par un appel local.

Un centre tarifaire peut contenir un ou plusieurs centres de commutation ; inversement, il peut s'agir simplement d'une fiction tarifaire utilisée à des fins de facturation dont les abonnés sont servis par le même commutateur physique que les clients d'un centre tarifaire adjacent.
Un préfixe de numéro de téléphone (1 + 6 chiffres) suffit normalement pour identifier de façon unique un centre tarifaire. Si la mise en commun des numéros de téléphone et la portabilité des numéros de téléphone locaux n'étaient pas utilisées, le préfixe suffirait également à identifier de façon unique un centre de commutation.

## Exemple
Le préfixe +1-212-288-.... est le préfixe du centre tarifaire New York City, Zone 1. Ce préfixe identifie aussi un édifice spécifique (code CLLI NYCMNY79DS1, un bâtiment de Verizon au 208 E 79th St, New York, NY) comme centre de commutation par défaut.
Cependant, le centre tarifaire New York City, Zone 1 est utilisé par plusieurs compagnies de téléphone concurrentes qui offrent divers services (des lignes fixes, des lignes de voix sur IP et des services de téléphonie mobile) à partir de plusieurs centres de commutation répartis sur le territoire de Manhattan 212.